# Antonov An-218
El Antonov An-218 fue un proyecto del grupo de diseño de Antonov para fabricar un avión comercial. Fue diseñado para que fuera propulsado por dos motores y que llevase aproximadamente 350 pasajeros, pero nunca entró en producción.
El diseño de chasis y los datos de rendimiento se han diseñado de manera que la máquina de los mismos aeropuertos que el Tupolev Tu-154M fueran usados. Además de la comodidad, la maniobralidad y el transporte de mercancías de servicio es particularmente favorable a los combustibles puesto especial atención. 
Hubo variaciones de 200 a aproximadamente 400 pasajeros previstos. La aviónica sobre la base de las últimas normas de Cat. OACI IIIA. La cabina está equipada con 6 pantallas y de acuerdo a automatizar.

## Especificaciones técnicas

### Características generales
- Tripulación: 2 (piloto y operador).
- Capacidad: 300-400 pasajeros (dependiendo de la distribución).
- Longitud: 59,7 m.
- Envergadura: 50 m.
- Altura: 15,7 m.
- Superficie de alas: 270 m².
- Peso vacío: 90.000 kg.
- Peso máximo en despegue: 170.000 kg.
- Motores: 2 turbofáns Progress D18TM de 250 kN de empuje (se consideró una versión más potente de 275 kN).

### Rendimiento
- Velocidad máxima: 870 km/h.
- Autonomía: 4.265 km a velocidad de crucero en la versión original. La versión alargada tendría una autonomía de 11.500 km.

### Aeronaves similares
- Airbus A330
- Boeing 767
- Ilyushin Il-96
- Tupolev Tu-304

- Datos: Q607387
- Multimedia: Antonov An-218 / Q607387